# Val d'Oingt
Val d'Oingt is een gemeente in het Franse departement Rhône (regio Auvergne-Rhône-Alpes). De gemeente maakt deel uit van het arrondissement Villefranche-sur-Saône. Val d'Oingt telde op 1 januari 2022 4.143 inwoners.

## Geschiedenis
De fusiegemeente Val d'Oingt ontstond op 1 september 2017 uit de voormalige gemeenten Le Bois-d'Oingt, Oingt en Saint-Laurent-d'Oingt.

## Geografie
Hoofdplaats van de gemeente is Le Bois-d'Oingt. Le Bois-d'Oingt is ook tevens de hoofdplaats van het kanton Le Bois-d'Oingt. De oppervlakte van Val d'Oingt bedroeg op 1 januari 2022 18,1 vierkante kilometer; de bevolkingsdichtheid was toen 228,9 inwoners per km².
Val d'Oingt grenst aan Bagnols, Le Breuil, Légny, Moiré, Sainte-Paule, Saint-Vérand, Ternand, Theizé en Ville-sur-Jarnioux.

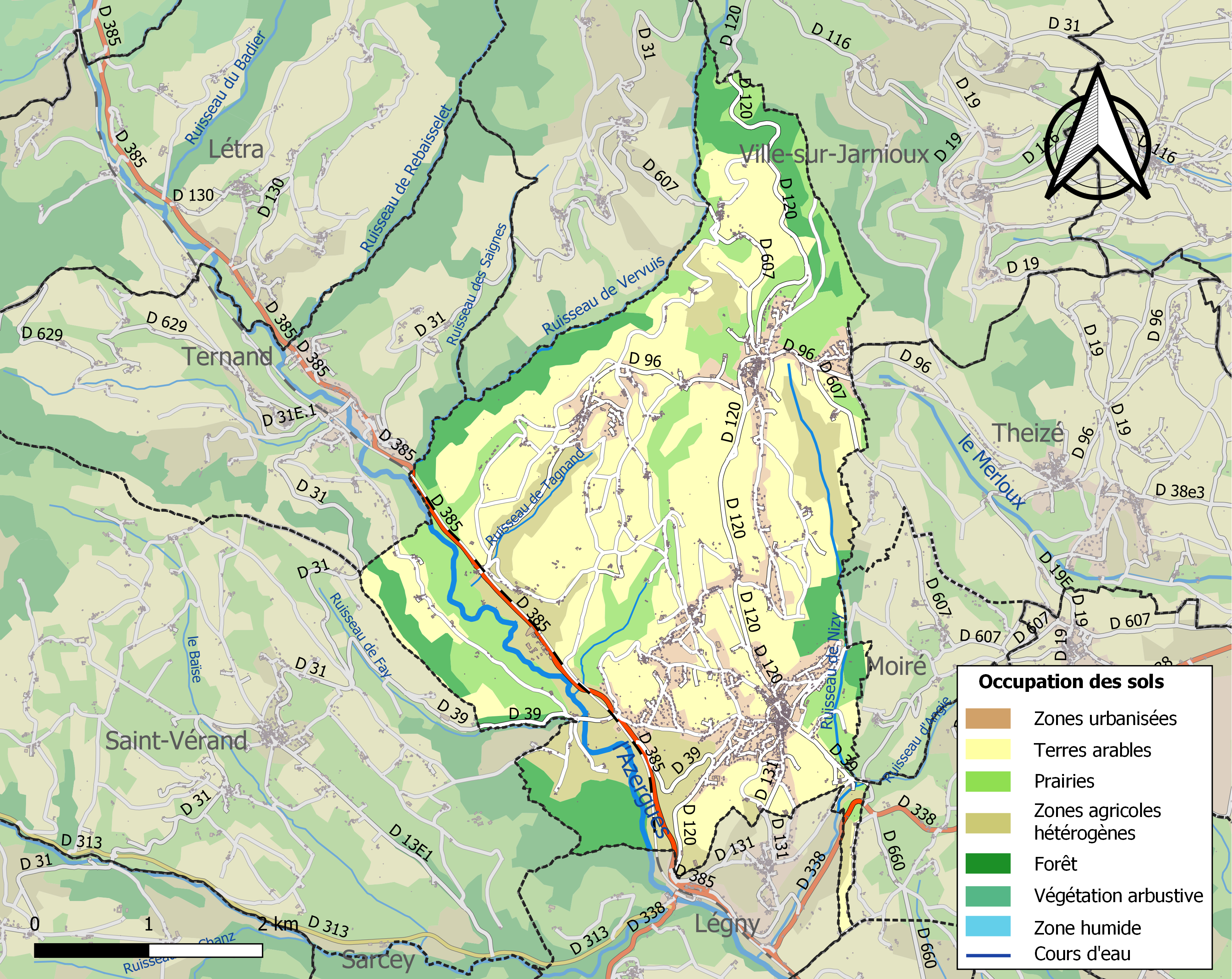
Kaart van de gemeente met de belangrijkste infrastructuur, bodemgebruik en omliggende gemeenten